# 觀應
觀應（1350年二月二十七日至1352年九月二十七日）是日本北朝的年號之一。這個時代的北朝天皇是崇光天皇、後光嚴天皇，由光嚴上皇開設院政至1351年。室町幕府的征夷大將軍是足利尊氏。

## 改元
- 貞和六年二月二十七日（1350年4月4日）改元觀應
- 觀應三年九月二十七日（1352年11月4日）改元文和

## 出處
- 《莊子》：「玄古之君天下，無為也……以虛通之理，觀應物之數，而無為。」

## 紀年、西曆、干支對照表
| 觀應       | 元年     | 二年     | 三年     |
| 南朝年號   | 正平五年 | 正平六年 | 正平七年 |
| 儒略曆日期 | 1350年   | 1351年   | 1352年   |
| 干支       | 庚寅     | 辛卯     | 壬辰     |